# Kinga Bóta
Kinga Bóta, född den 22 augusti 1977 i Budapest, Ungern, är en ungersk kanotist.
Hon tog OS-silver i K-4 500 meter i samband med de olympiska kanottävlingarna 2004 i Aten.